# 华山路1006弄
华山路1006弄（又称海格园或华园或华山路花园住宅群）位于中華人民共和國上海市长宁区华山路1006弄，始于1925年，共20幢，每幢建筑面积约110平方米，共占地面积8768平方米，德国商人投建，建築為西班牙、英、德等各国风格，均有独立花园，建成后德国神父和外侨有居住。梅兰芳的弟子戏剧表演艺术家俞振飞和言慧珠曾居位于11号（旧为德园11号），其子言清卿在此生活了六年，11号占地面积220平方米，建筑面积为385.3平方米。已列为上海市优秀历史建筑。